# Atonement (película)
Atonement (conocida como Expiación en España y Expiación, deseo y pecado en Hispanoamérica) es el título de una película británica de 2007, dirigida por Joe Wright y protagonizada por James McAvoy y Keira Knightley. Está basada en la novela homónima escrita por el inglés Ian McEwan.

## Trama
La historia transcurre en el día más caluroso del verano, en la Inglaterra de 1935, en el centro de una familia de clase alta. Briony Tallis, de 13 años, pasa otra mañana aburrida de sus vacaciones en su casa, junto a su familia, sin más remedio que convivir con su hermana Cecilia y sus primos recién llegados, Pier, Jack y Lola, ante la despreocupación de su madre, Emily.
Un día antes, la familia recibió noticias de que Leon Tallis, el hijo predilecto de la familia, llegaba de viaje junto a un amigo, Paul Marshall, un empresario millonario en la industria del chocolate, para pasar también el resto de las vacaciones junto a la familia Tallis. Debido a la tan esperada llegada de Leon, Cecilia cumple, sin mucho ánimo, con el encargo de llevar flores a la habitación de Paul. Pero al ver por la ventana a Robbie Turner, hijo de uno de los trabajadores de la familia y el protegido de su padre, decide llevar un florero a llenar con agua de la fuente en los jardines de la casa, para pasar junto a él. Pero todo se arruina y acaban discutiendo.
Para disculparse, Robbie escribe una carta a Cecilia y se lo manda a través de Briony. Sin embargo, envía la carta equivocada y su situación empeora porque la hermana menor lo lee y asume que es un pervertido. Por la noche desaparecen los gemelos y durante la búsqueda, Briony descubre a su prima Lola en el campo y a un hombre huir de la escena, dando a entender que ha sido violada. Briony asegura que ha visto a la persona que lo hizo y acusa a Robbie, cambiando de esta manera la vida de Cecilia y Robbie para siempre, hasta llevarlos a un desgarrador final.

## Análisis
En esta película se muestra que Briony, después de haber arruinado la vida de su hermana y del novio de esta, trata de buscar el perdón de ambos, intentado corregir el error que la atormentó durante toda su vida. Nunca logró que alguno de estos la perdonaran, sin embargo, al final, cuando se muestra el libro que ella escribió, nos presentan que en este le da un final feliz a Robbie y Cecilia, mismo que ella les había arrebatado. Con esta acción se nos presenta que hasta el último momento trató de reparar el daño que había hecho y que llevó al sufrimiento y, eventualmente, a la muerte de aquellos 2 inocentes personajes. 

## Reparto
- James McAvoy: Robbie Turner.
- Keira Knightley: Cecilia Tallis.
- Saoirse Ronan: Briony Tallis (13 años).
  - Romola Garai: Briony Tallis (18 años).
  - Vanessa Redgrave: Briony Tallis (adulta).
- Patrick Kennedy: Leon Tallis.
- Brenda Blethyn: Grace Turner, madre de Robbie.
- Juno Temple: Lola Quincey.
- Benedict Cumberbatch: Paul Marshall.
- Harriet Walter: Emily Tallis, madre de Leon, Cecilia y Briony.

## Premios

### Oscar
| Año  | Categoría                 | Persona                       | Resultado  |
| ---- | ------------------------- | ----------------------------- | ---------- |
| 2007 | Mejor película            | Mejor película                | Candidata  |
| 2007 | Mejor actriz de reparto   | Saoirse Ronan                 | Candidata  |
| 2007 | Mejor guion adaptado      | Christopher Hampton           | Candidato  |
| 2007 | Mejor banda sonora        | Dario Marianelli              | Ganador    |
| 2007 | Mejor fotografía          | Seamus McGarvey               | Candidato  |
| 2007 | Mejor diseño de vestuario | Jacqueline Durran             | Candidata  |
| 2007 | Mejor dirección artística | Sarah Greenwood Katie Spencer | Candidatas |

### Premios BAFTA
| Año  | Categoría                     | Persona                                       | Resultado  |
| ---- | ----------------------------- | --------------------------------------------- | ---------- |
| 2007 | Mejor película                | Mejor película                                | Ganadora   |
| 2007 | Mejor película británica      | Mejor película británica                      | Candidata  |
| 2007 | Mejor director                | Joe Wright                                    | Candidato  |
| 2007 | Mejor actor                   | James McAvoy                                  | Candidato  |
| 2007 | Mejor actriz                  | Keira Knightley                               | Candidata  |
| 2007 | Mejor actriz de reparto       | Saoirse Ronan                                 | Candidata  |
| 2007 | Mejor guion adaptado          | Christopher Hampton                           | Candidato  |
| 2007 | Mejor música original         | Dario Marianelli                              | Candidato  |
| 2007 | Mejor fotografía              | Seamus McGarvey                               | Candidato  |
| 2007 | Mejor montaje                 | Paul Tothill                                  | Candidato  |
| 2007 | Mejor diseño de producción    | Sarah Greenwood Katie Spencer                 | Ganadoras  |
| 2007 | Mejor diseño de vestuario     | Jacqueline Durran                             | Candidata  |
| 2007 | Mejor maquillaje y peluquería | Ivana Primorac                                | Candidata  |
| 2007 | Mejor sonido                  | Danny Hambrook Paul Hamblin Catherine Hodgson | Candidatos |

### Globos de Oro
| Año  | Categoría               | Persona                | Resultado |
| ---- | ----------------------- | ---------------------- | --------- |
| 2008 | Mejor película - Drama  | Mejor película - Drama | Ganadora  |
| 2008 | Mejor director          | Joe Wright             | Nominado  |
| 2008 | Mejor actor - Drama     | James McAvoy           | Nominado  |
| 2008 | Mejor actriz - Drama    | Keira Knightley        | Nominada  |
| 2008 | Mejor actriz de reparto | Saoirse Ronan          | Nominada  |
| 2008 | Mejor guion             | Christopher Hampton    | Nominado  |
| 2008 | Mejor banda sonora      | Dario Marianelli       | Ganador   |

### Premios EñE del cine
La película, más allá de la pasión ganadora de 9 premios EñE incluyendo el de mejor película, además consiguió el premio a Mejor dirección, mejor actriz, mejor banda sonora, mejor fotografía, mejor montaje, mejor diseño de vestuario y mejor dirección artística.
| Año  | Categoría                                   | Persona         | Resultado |
| ---- | ------------------------------------------- | --------------- | --------- |
| 2008 | Mejor película                              | Mejor película  | Premiado  |
| 2008 | Mejor dirección                             | Joe Wright      | Premiado  |
| 2008 | Mejor interpretación masculina protagonista | James McAvoy    | Nominado  |
| 2008 | Mejor interpretación femenina protagonista  | Keira Knightley | Premiado  |
| 2008 | Mejor interpretación masculina de reparto   | Patrick Kennedy | Nominado  |
| 2008 | Mejor interpretación femenina de reparto    | Saoirse Ronan   | Nominado  |